# (20707) 1999 WW4
(20707) 1999 WW4 est un astéroïde de la ceinture principale d'astéroïdes de 24,46 km de diamètre découvert en 1999.

## Description
(20707) 1999 WW4 a été découvert le 28 novembre 1999 à l'observatoire astronomique d'Ōizumi, situé à Ōizumi, dans la préfecture de Gunma, au Japon, par Takao Kobayashi.

### Caractéristiques orbitales
L'orbite de cet astéroïde est caractérisée par un demi-grand axe de 3,17 UA, un périhélie de 3,03 UA, une excentricité de 0,04 et une inclinaison de 11,49° par rapport à l'écliptique. Du fait de ces caractéristiques, à savoir un demi-grand axe compris entre 2 et 3,2 UA et un périhélie supérieur à 1,666 UA, il est classé, selon la JPL Small-Body Database, comme objet de la ceinture principale d'astéroïdes.

### Caractéristiques physiques
(20707) 1999 WW4 a une magnitude absolue (H) de 12,5 et un albédo estimé à 0,035, ce qui permet de calculer un diamètre de 24,46 km. Ces résultats ont été obtenus grâce à la méthode radiométrique en utilisant les données d'observations obtenues par le télescope spatial infrarouge IRAS] lancé en 1983 et qui a permis d'élaborer le catalogue IRAS Minor Planet Survey (IMPS).